# Sekundærrute 515
De Sekundærrute 515 is een secundaire weg in Denemarken. De weg loopt van Aabybro naar Tylstrup. De Sekundærrute 515 loopt door Noord-Jutland en is ongeveer 17 kilometer lang.